# サルヴァトーレ・マランツァーノ
サルヴァトーレ・マランツァーノ（Salvatore Maranzano, 1886年7月31日 - 1931年9月10日）は、シチリア島出身で、ニューヨークの犯罪組織コーサ・ノストラのボス。6か国語に精通したインテリマフィアで、ローマ帝国のジュリアス・シーザーに憧れ、シチリアマフィアが世界を支配するという壮大な夢を持っていたが、シチリア人以外の参加を認めなかったため、国際的シンジケートを目指すラッキー・ルチアーノに暗殺された。

## 来歴

### 渡米
シチリア島カステッランマーレ・デル・ゴルフォ（以下カステラマレと略記）生まれ。神父を目指したが断念してマフィアの仲間入りをした。パレルモに在住し、表向き貿易ビジネスを行っていた。妻のエリザベッタは「トラパニのドン」の妹で、マフィアと繋がりがあった。一説に、1910年代ステファノ・マガディーノのグループに属し、殺し屋をやっていたともいう。1925年、カナダ経由でアメリカに渡り、ブルックリンでカステラマレ地方出身の移民が多く住むウィリアムズバーグに落ち着いた。移民は一般に貧しかったが、マランツァーノは移住した時点で裕福なビジネスマンで、釣り船や農場を所有した。
不動産ビジネスに身を置きながら、偽造旅券や証明書の提供など移民の不法入国の斡旋ビジネスを行っていたほか、酒の醸造・販売も行った。ニューヨーク市近郊のダッチェス郡ワッピンガーズフォールズに非合法の酒醸造所を作り、ヤミ酒の生産を始めた。禁酒法下のニューヨークは酒の密輸や強奪が横行し、マランツァーノはカステラマレ出身者を密輸組織に取り込んで輸送トラックを武装した。ブロンクスとハーレムを牛耳っていたダッチ・シュルツと縄張り争いし、当時ニューヨーク最大の密輸商の一人フランク・コステロと提携した。更にユダヤ系ギャングのルイス・バカルターが支配していたガーメント地区の組合に進出を図ろうとした。バッファローのステファノ・マガディーノやデトロイトのガスパー・ミラッツォ、フィラデルフィアのサルヴァトーレ・サベッラなど北米各都市のカステラマレ派と連携した。

### カステランマレーゼ戦争
マンハッタンのシチリア系ボスのジョー・マッセリアがブルックリンのカステラマレ派に高額な上納金を要求し支配下に置こうとしたため、マッセリアへの抵抗を煽るとともにアル・カポネの支配下にあるシカゴのビール密造業にも進出を試み、カポネと同盟したマッセリアと対峙した。
マッセリアはカステラマレ派の連携を分断しようとシカゴやデトロイト各地の同派を取り込もうとしたが、頑強な抵抗にあった。背後でマガディーノが反抗を煽っているとみてマガディーノを呼んだが姿を見せなかったため、代わりにマランツァーノを呼んで説得したが、マランツァーノは協力を拒否した（会議にはジョゼフ・ボナンノが同行）。
カステラマレ派ボスは当時コラ・シーロだったが、マッセリアに上納金（一説に1万ドル）を払って逃亡し、組織を継いだ副ボスのジョー・パリッノはマッセリアと密約して傀儡になった。1930年7月、カステラマレ派の重鎮ヴィト・ボンヴェントレが殺害されたことで、マランツァーノら強硬派が穏健派を押し切って反撃路線に転じた。パリッノはボスの地位をはく奪され、マランツァーノが新ボスに選ばれた。暗殺チームを組織し、臨戦体制を整え、カステランマレーゼ戦争と呼ばれる抗争に突入した。1928年に暗殺されたサルヴァトーレ・ダキーラも引き合いに出して、ダキーラやボンヴェントレの仇を取るための正義の戦争と訴えた。マガディーノは毎月戦闘資金をマランツァーノに送金して助けた。マランツァーノは、マッセリアよりその背後にいる参謀ジュゼッペ・モレロを難敵と見て、同年8月、モレロを電撃作戦で暗殺した。
1930年9月頃、コルレオーネ系のトミー・ガリアーノ一派と、密かに打倒マッセリアで提携した。ガリアーノは、同年2月のボスのガエタノ・レイナの銃殺事件をマッセリアの仕業と見て密かに復讐の機会をうかがっていた。1930年11月、ガリアーノの協力を得てマッセリア派の中核だったアル・ミネオとスティーブ・フェリーニョの暗殺に成功すると、参戦に慎重だったマフィアグループがマランツァーノ陣営に鞍替えし始め、形勢はマランツァーノに有利になった。
マランツァーノはマッセリアの部下達にメッセージを送り、今からでも遅くはないと投降を呼びかけた。1930年12月にニューヨーク内外の中立マフィアがボストンで停戦コミッションを立ち上げ、優勢だったマランツァーノに停戦和解を持ちかけたが、マランツァーノはマッセリアが死ぬまで戦争は終わらないとして和解を拒否した。
1931年4月15日、マッセリアは部下の裏切りによりコニーアイランドのレストランにおびき出され、銃殺された。マッセリアの死により抗争は収束した。

### 五大ファミリー
1931年4月、マッセリア暗殺から2週間後、ブロンクスで数百名のギャングを招集して勝利宣言し、新たな組織運営と規律を発表した。同時に非シチリア人のコーサ・ノストラ加入を禁止した各地区のファミリーの縄張りを規定し、全米で24のファミリーが提携された。構成員の多いニューヨークは5つの勢力に整理し、ボスをマランツァーノ、ルチアーノ、フランク・スカリーチェ、トミー・ガリアーノ、ジョゼフ・プロファチの5人とした（五大ファミリー）。また自らにカポ・ディ・トゥッティ・カピ(capo di tutti capi,ボスの中のボスの意味）の称号を与えた。
全てにおいてイタリア人的で独裁的であったマランツァーノに対し、心の底では世代交代と他国系犯罪組織とのビジネスを望んでいたルチアーノは彼の排除を決心した。
1931年5月、シカゴで行なわれたギャングスターの集まりで、カポネのことを「かつてはマッセリア側についていたが、今は親睦を深めたいと願っている」と演説をし、彼をシカゴ・ファミリーのボスと認めた。この時集まった全員が拍手した。表ではルチアーノとは和解し、シカゴのカポネを認めていたが、裏では、自分がボスの中のボスであるために、ルチアーノ、カポネ、ヴィト・ジェノヴェーゼ等は危険分子と見なしていた。

### 終焉
1931年9月10日、刑事の制服に身を包んだ4人組がパーク・アヴェニューのヘルムズリー・ビル9階のマランツァーノの事務所を訪れ、連邦捜査官（Federal Agents）だと名乗り、うち1人が、中にいた訪問者8人を壁際に並ばせた。その間に他の3人が奥のマランツァーノの部屋に入った。部屋の方から言い争いの声や怒号が聞こえ、続いて取っ組み合いして格闘しているような音が聞こえた後、ピストルの音が鳴った。4人は飛び出して逃げた。事務所の壁に立たされていた人々も次々に逃げ、秘書だけが残された。秘書が部屋に入るとマランツァーノが死んでおり、遺体には刺し傷6つと4発の弾痕があった。殺し屋は連邦のバッジをしていたため、マランツァーノもその他も、連邦の刑事が密輸の捜査に来たと信じ切っていた。彼らはナイフで静かに殺そうとしたが、マランツァーノが暴れて抵抗した為、ピストルで射殺したと信じられた。
警察は犯人が遺していたメモ帳などを手掛かりにバッファロー、シカゴやポーキプシなどに捜査の手を伸ばしたが、捜査は行き詰った。捜査を報じる新聞記事には、ルチアーノの名が早々に出ていた。言い伝えでは、ルチアーノがマランツァーノに顔を知られていないユダヤ系の殺し屋を、ランスキーやバグジー・シーゲルの助けを借りて集めたという。殺し屋は一説にサム・レヴィン、シュルツの側近ボー・ワインバーグなどとされる。マランツァーノはひそかにルチアーノを暗殺しようと計画していたが、それを察知したルチアーノに先手を打たれたとする説もある。ルチアーノに暗殺計画を密告したのは、カステランマレーゼ戦争でマランツァーノ陣営に加わっていたトミー・ガリアーノ配下のトーマス・ルッケーゼとも言われた。またルチアーノは、マランツァーノが連邦国税局IRSの調査対象になっていることを知り、殺し屋をIRSの制服に変装させたともいう。
マランツァーノは妻のエリザベッタ（1964年死去）と共にニューヨーク市クイーンズ区のセント・ジョーンズ墓地に埋葬されている。

### 暗殺以後
カステラマレ派はルチアーノに復讐をしなかった。マッセリアの死から半年の間に、マランツァーノは部下に恩賞を与えずに寄付金を独占するなど尊大に振る舞うようになり、マランツァーノをリーダーに後押ししたマガディーノやディグレゴリオ、ダッナらの信用を失ったという。その後、新ボスを決める投票が行われ、ボナンノが有力幹部フランチェスコ・イタリアーノを負かして新ボスに選ばれ、マランツァーノの縄張りを継いだ。
ルチアーノはマランツァーノの(五大ファミリー)再編を受けてコーサ・ノストラを主導し、各地の犯罪組織のネットワーク化を推進した。

## エピソード
- 彼のブルックリンにある家の自室の壁4面すべてに本棚がそなえてありジュリアス・シーザー関連の本で埋め尽くされていた[15][16]。ちなみにそれらの本をラテン原語で読む教養人であり、ジョゼフ・ボナンノをして“禁欲的な知識人であり、生まれながらの戦士である”と言わしめている。

- 威厳をもって演説をするのを好んだ。ファシストにシチリアを追い出されるまでカステラマレ派の地方幹部で、選挙政治に関わり、デマゴーグとして活動していたという[17]。妻エリザベッタのファミリーネームが有力マフィアのミノーレ（Minore）一家と同じことから同一家と繋がりがあると信じられている。

- ルチアーノに、マイヤー・ランスキーたちを裏切るよう命じていたともされている。彼はユダヤ人を毛嫌いしており、シチリア人だけの組織を作ろうとしていた（反ユダヤという点ではマッセリアも同様だったが）。またルチアーノにマッセリアを裏切るよう仕向けたが、裏切りに乗らなかったため彼を拷問にかけ、顔に一生残る傷をつけたという言い伝えがある[注釈 6]。

- ヴィンセント・"マッド・ドッグ"・コールにルチアーノの暗殺を依頼していたというエピソードがある。コールはルチアーノ殺害を前払い金2万5千ドル、成功報酬2万5千ドルで請け負ったが、殺害を実行せず資金を着服したという。1963年のジョセフ・ヴァラキの供述によれば、コールはルチアーノを待ち伏せるためマランツァーノの事務所のあるビルにやって来たが、マランツァーノを殺したばかりのルチアーノの手下が逃げてくるのとビルの階段ですれ違った。彼らからマランツァーノが死んだことを聞いたコールはすぐにビルを出て帰ったという[1][9]。

- マランツァーノが殺された時、殺し屋をマランツァーノの事務所まで手引きしたのはルッケーゼという説がある。ルッケーゼは殺し屋を引き連れ事務所に来ると、頭の動作でマランツァーノを指して誰がマランツァーノかを殺し屋に教え、マランツァーノが殺し屋と格闘している間、傍らで観ていたとされる[1]。

- 1963年マフィアの暴露本を出したニコラ・ジェンタイルは、マランツァーノが殺害された時、殺し屋をマランツァーノの事務所まで手引きしたのはボナンノだとした[19]。ボナンノは1983年の自叙伝でマランツァーノの暗殺を事前に知らなかったとして殺害関与を否定した[1]。ボナンノによれば、ルッケーゼがマランツァーノの事務所の内情やマランツァーノが国税局IRSの対応に患っていることを漏らしていたことを知っていたといい、ルッケーゼの関与を示唆した[20]。

- マランツァーノ暗殺後、48時間以内に全米の30〜40人の口ひげピート（旧時代のボスの蔑称）が殺されたとする伝説（「シチリアの晩祷の夜」[21]）があるが、大量殺戮の事実は確認されていない。出元の1つはダッチ・シュルツの弁護士デキシー・デービスの誇張した回想（マランツァーノ死後90人が死んだ云々）ではないかと指摘されている[22]。またルチアーノ本人もこれを否定している。

- ガリアーノの配下としてマランツァーノの対マッセリア暗殺チームに加わり、多くの暗殺現場に居合わせたジョゼフ・ヴァラキは、マランツァーノ暗殺より少し前に、ルチアーノからマランツァーノにあまり近づくなというアドバイスを受けたが、暗殺までそのアドバイスの意味がよくわからなかったという[23]。